# Campeonato Europeo de Tiro con Arco al Aire Libre de 2022
El XXVII Campeonato Europeo de Tiro con Arco al Aire Libre se celebró en Múnich (Alemania) entre el 7 y el 12 de junio de 2022 bajo la organización de la Unión Europea de Tiro con Arco (WAE) y la Federación  de Tiro con Arco.
Las competiciones se realizaron en una instalación temporal ubicada en el Theresienwiese de la ciudad alemana.
Los arqueros de Rusia y Bielorrusia fueron excluidos de este campeonato debido a la invasión rusa de Ucrania.

## Resultados

### Masculino
| Evento                            | Oro                                                           | Plata                                                         | Bronce                                                  |
| --------------------------------- | ------------------------------------------------------------- | ------------------------------------------------------------- | ------------------------------------------------------- |
| Arco recurvo individual (12.06)   | Miguel Alvariño · España                                      | Florian Unruh · Alemania                                      | Mete Gazoz Turquía                                      |
| Arco recurvo por equipo (12.06)   | Federico Musolesi · Mauro Nespoli · Alessandro Paoli · Italia | Pablo Acha · Miguel Alvariño · Daniel Castro Barcala · España | Keziah Chabin · Florian Faber · Thomas Rufer · Suiza    |
| Arco compuesto individual (11.06) | Mike Schloesser · Países Bajos                                | Yakup Yıldız Turquía                                          | Robin Jäätma Estonia                                    |
| Arco compuesto por equipo (11.06) | Batuhan Akçaoğlu Emircan Haney Yakup Yıldız Turquía           | Sil Pater · Mike Schloesser · Stef Willems · Países Bajos     | Stefan Heincz · Michael Matzner · Nico Wiener · Austria |

### Femenino
| Evento                            | Oro                                                              | Plata                                              | Bronce                                     |
| --------------------------------- | ---------------------------------------------------------------- | -------------------------------------------------- | ------------------------------------------ |
| Arco recurvo individual (12.06)   | Gülnaz Coşkun Turquía                                            | Michelle Kroppen · Alemania                        | Katharina Bauer · Alemania                 |
| Arco recurvo por equipo (12.06)   | Katharina Bauer · Michelle Kroppen · Charline Schwarz · Alemania | Yasemin Anagöz Ezgi Başaran Gülnaz Coşkun Turquía  | Urška Čavič Nina Corel Ana Umer Eslovenia  |
| Arco compuesto individual (11.06) | Isabelle Carpenter Reino Unido                                   | Sophie Dodémont Francia                            | Ayşe Süzer Turquía                         |
| Arco compuesto por equipo (11.06) | Isabelle Carpenter Ella Gibson Jessica Stretton Reino Unido      | Sara Ret · Elisa Roner · Marcella Tonioli · Italia | Yeşim Bostan Ayşe Süzer Songül Lök Turquía |

### Mixto
| Evento                            | Oro                                                   | Plata                                       | Bronce                                    |
| --------------------------------- | ----------------------------------------------------- | ------------------------------------------- | ----------------------------------------- |
| Arco recurvo por equipo (12.06)   | Gabriela Schloesser · Rick van der Ven · Países Bajos | Michelle Kroppen · Florian Unruh · Alemania | Tatiana Andreoli · Mauro Nespoli · Italia |
| Arco compuesto por equipo (11.06) | Tanja Gellenthien Stephan Hansen Dinamarca            | Lisell Jäätma Robin Jäätma Estonia          | Yeşim Bostan Emircan Haney Turquía        |

## Medallero
| Núm. | País         | Oro | Plata | Bronce | Total |
| ---- | ------------ | --- | ----- | ------ | ----- |
| 1    | Turquía      | 2   | 2     | 4      | 8     |
| 2    | Países Bajos | 2   | 1     | 0      | 3     |
| 3    | Reino Unido  | 2   | 0     | 0      | 2     |
| 4    | Alemania     | 1   | 3     | 1      | 5     |
| 5    | Italia       | 1   | 1     | 1      | 3     |
| 6    | España       | 1   | 1     | 0      | 2     |
| 7    | Dinamarca    | 1   | 0     | 0      | 1     |
| 8    | Estonia      | 0   | 1     | 1      | 2     |
| 9    | Francia      | 0   | 1     | 0      | 1     |
| 10   | Austria      | 0   | 0     | 1      | 1     |
| 10   | Eslovenia    | 0   | 0     | 1      | 1     |
| 10   | Suiza        | 0   | 0     | 1      | 1     |
|      | TOTAL        | 10  | 10    | 10     | 30    |